# Jabba de Hutt
Jabba Desilijic Tiure, beter bekend als Jabba de Hutt, is een personage uit de Star Wars saga. Hij is een gangsterbaas op de zandplaneet Tatooine en komt voor in Star Wars: Episode I - The Phantom Menace, Star Wars: Episode IV - A New Hope, Star Wars: Episode VI - Return of the Jedi en in de animatiefilm en serie Star Wars: The Clone Wars.

## Personage
Jabba is een 600 jaar oude Hutt. Net als zijn soortgenoten komt hij oorspronkelijk van de planeet Nal Hutta, maar verblijft al jaren op Tatooine. Hij heeft hier een eigen crimineel netwerk opgebouwd. Jabba bezit vele slaven en slavinnen, runt de beroemde podraces en in zijn hoofdkwartier is er - klaarblijkelijk - altijd een feestje aan de gang. Jabba wordt zelf gekenmerkt door zijn hebzucht en vraatzucht. Zijn reputatie als crimineel meesterbrein is bekend in het geheel Star Wars-sterrenstelsel.
Ofschoon hij een invloedrijk wezen is, is Jabba de Hutt een wanstaltig gedrocht om te zien; bestaande uit een grote rozige vleesmassa met tentakels om zijn slaven en slavinnen, meestal beeldschone vrouwelijke Twi'leks, bij de lurven te pakken op ieder moment dat hem aanstaat.
Jabba en zijn ras waren ooit heersers over Tatooine, maar nadat het Galactische Keizerrijk de planeet innam trok Jabba zich terug in zijn eigen paleis. Het Keizerrijk deed blijkbaar niets om de criminaliteit te stoppen, dus kon Jabba vanuit zijn paleis zijn criminele handeltje voort zetten.
Jabba heeft een duister gevoel voor humor. Toch kent hij zeldzame momenten waarin hij anderen helpt. In het Star Wars Expanded Universe bevindt zich een verhaal waarin Jabba een Chevin genaamd Ephant Mon beschermt tegen de vrieskou op een planeet door hem met zijn lijf te bedekken. Nadat de twee zijn gered wordt Ephant Jabba's trouwste dienaar en de enige persoon die Jabba echt vertrouwt.

## Rol in deStar Wars-saga
Jabba de Hutt was aanvankelijk een onzichtbaar personage waarover gesproken werd in Star Wars: Episode IV: A New Hope (1977) en Star Wars: Episode V: The Empire Strikes Back (1980). Uit de dialogen was af te leiden dat Han Solo diep in de schulden zat bij Jabba. Als Han niet snel over de brug zou komen, zou Jabba een prijs op zijn hoofd laten zetten. Dat gebeurde uiteindelijk ook, en de premiejager Boba Fett bracht Han Solo naar Jabba.
Bij de productie van Episode IV: A New Hope was nochtans aanvankelijk wel een scène gefilmd waarin Jabba Han persoonlijk aan zijn schuld kwam herinneren. In deze scène fungeerde acteur Declan Mulholland als stand-in voor Jabba, met de bedoeling om Mulholland tijdens de postproductie te vervangen door een stop-motionversie van Jabba. Dat gebeurde echter nooit en de scène werd uit de film geknipt. In de  herwerkte speciale editie van Episode IV uit 1997 werd de scène alsnog toegevoegd met een digitaal geanimeerde versie van Jabba in de plaats van Mulholland. Achteraf is deze digitale versie op de dvd- en blu-rayuitgave van de film nogmaals verbeterd. 
Jabba verscheen voor het eerst echt in beeld in Star Wars: Episode VI: Return of the Jedi (1983). In deze film werd Jabba geportretteerd middels een enorme pop die door meerdere poppenspelers bediend werd. Jabba speelt een belangrijke rol in het begin van de film, wanneer Luke Skywalker een reddingsactie organiseert om Han Solo bij Jabba te bevrijden. Tijdens deze actie confisqueert Jabba R2-D2 en C-3PO als robotdienaren en maakt hij Leia Organa tot slavin. Vervolgens probeert hij Luke aan de rancor te voeren, maar wanneer Luke dit monster verslaat, geeft Jabba het bevel om Luke, Han en Chewbacca te laten executeren door ze in de put van de Sarlacc te laten gooien. Luke en co weten de handlangers van Jabba echter te overmeesteren en in de ontstane chaos wordt Jabba door Leia gewurgd.
Verder heeft Jabba een cameo in Star Wars: Episode I: The Phantom Menace (1999), waarin hij kort in beeld komt als hij de jaarlijkse podrace opent met een gong. In de animatiefilm Star Wars: The Clone Wars (2008) speelt Jabba een iets grotere rol, daar de plot van de film voor een groot deel draait rond de ontvoering van Jabba's zoon Rotta. zijn zoon is hier ontvoerd en de Galactische Republiek en de Jedi-orde brengen hem terug bij de gangsterbaas. Ook in de gelijknamige televisieserie komt Jabba in een aantal afleveringen in beeld.

## Trivia
- In de sciencefictionparodiefilm Spaceballs werd Jabba de Hutt geparodieerd als het personage "Pizza de Hutt", geïnspireerd op de restaurantketen Pizza Hut.
- Omdat Jabba pas voor het eerst in beeld verscheen in Return of the Jedi, was het voor uitkomst van deze film onduidelijk hoe hij er precies uitzag. Dit heeft ertoe geleid dat in Star Wars-media gepubliceerd voor uitkomst van Episode VI: Return of the Jedi Jabba er vaak anders uitziet dan in de film. Zo is Jabba the Hutt bijvoorbeeld in de Marvel Comics-strip van A New Hope een humanoïde walrus.
- Sinds Jabba's optreden in Episode VI: Return of the Jedi is het personage zeker in Amerika een belangrijk icoon geworden in popcultuur. Zo wordt hij geregeld aangehaald als personificatie van corruptie, hebzucht en obesitas.